# Energía solar en Oklahoma

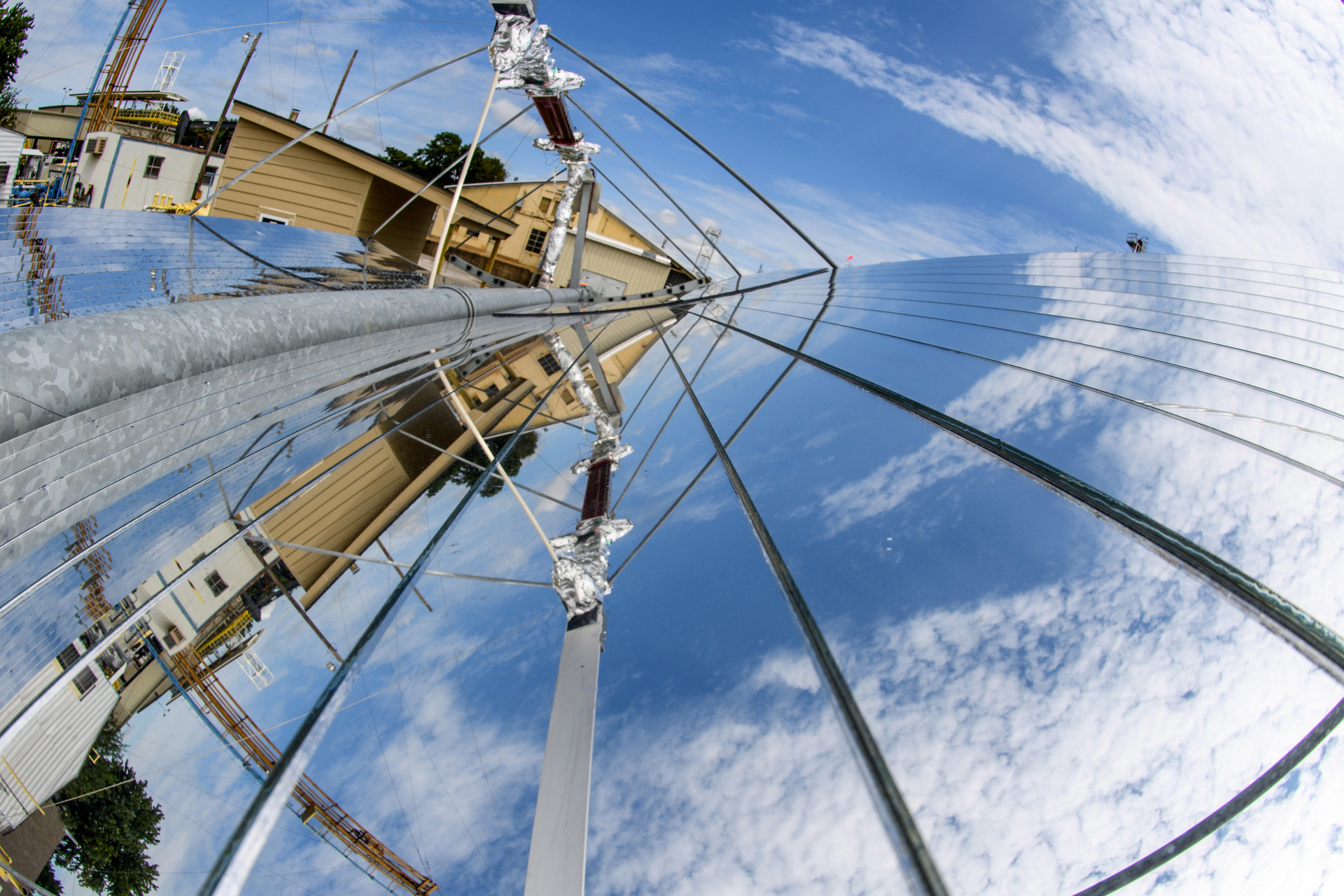
Colector híbrido de concentración solar térmica y fotovoltaica con nanopartículas instalado en la Universidad de Tulsa. Imagen del reflejo del filtro receptor instalado en el banco de pruebas de concentración. Imagen tomada en Tulsa, Oklahoma.

La energía solar en Oklahoma puede proporcionar el 44,1% de toda la electricidad utilizada en Oklahoma a partir de 19,300 MW de paneles solares en los techos. Sin embargo, este escenario es extremadamente improbable porque el costo de la electricidad en Oklahoma se encuentra entre los más bajos de la nación. 
La medición neta está disponible para todos los consumidores que generan hasta 25 kW instalados detrás de un solo medidor. El límite de 25kw es más que adecuado para el hogar típico. Los sistemas solares dimensionados por encima de este límite pueden crear subsidios para los consumidores sin instalaciones solares. dando al estado una F. La razón principal para usar la medición neta es pasar de la generación de verano al uso en invierno, lo que requiere una renovación continua del exceso de generación. Sin embargo, la medición neta durante el mes permite la generación durante el día cuando todas las luces están apagadas y todos están fuera para ser utilizados en la noche, después de que el sol se haya puesto. Dado que los medidores se leen una vez al mes, no se informa la medición neta diaria. A medida que se utiliza más energía renovable, las empresas de servicios públicos han necesitado acostumbrarse a incorporar la generación distribuida local.
En 2010, el American Solar Challenge corrió de Oklahoma a Illinois, una carrera de autos solares .

## Estadística
hay no poder solar concentrado (CSP) planta planeado para Oklahoma, pero el estado tiene el potencial de instalar 1,813,000 MW de CSP, capaz de generar 5,068,036 millones kWh/año.
| Capacidad fotovoltaica conectada a la red (MW) | Capacidad fotovoltaica conectada a la red (MW) | Capacidad fotovoltaica conectada a la red (MW) | Capacidad fotovoltaica conectada a la red (MW) |
| Año                                            | Capacidad                                      | Instalado                                      | % Cambio                                       |
| ---------------------------------------------- | ---------------------------------------------- | ---------------------------------------------- | ---------------------------------------------- |
| 2010                                           | <0.1                                           |                                                |                                                |
| 2011                                           | 0.2                                            | 0.1                                            | 100%                                           |
| 2012                                           | 0.3                                            | 0.1                                            | 50%                                            |
| 2013                                           | 0.7                                            | 0.4                                            | 133%                                           |
| 2014                                           | 1.5                                            | 0.8                                            | 114%                                           |
| 2015                                           | 5.2                                            | 3.7                                            | 247%                                           |